# Poljoprivredno gospodarstvo
Poljoprivredno gospodarstvo ili  seljačko gospodarstvo (na engleskom jeziku farma) je uglavnom obiteljsko gospodarstvo i osnovni je oblik proizvodnje poljodjelskih proizvoda. Pored gospodarskih zgrada sastoji se i od stambenog objekta, obično kuće u kojoj članovi obitelji vlasnika stanuju.
Tu se nalaze i domaće životinje. Oko imanja nalazu se zemljište koje se koristi za proizvodnju hrane.

## Galerija
- Poljoprivredno gospodarstvo u Poljskoj
- Poljoprivredno gospodarstvo u Normandiji
- Poljoprivredno gospodarstvo u Belgiji
- Poljoprivredno gospodarstvo u Šampanji (Francuska)
- Poljoprivredno gospodarstvo u Francuskoj
- Poljoprivredno gospodarstvo u Heratu, Afganistan